# Giovanni Lista
Giovanni Lista est un historien et critique d’art italien, né le 13 février 1943 à Castiglione del Lago, dans la province de Pérouse, et vivant à Paris. Il est un spécialiste de la culture artistique des années 1920 et du futurisme en particulier.

## Biographie
Il suit des études universitaires en Italie et en France, puis s’installe définitivement à Paris en février 1970.
Enseignant à l’université, il devient en 1974 chercheur au CNRS. Après avoir été associé aux laboratoires de recherche dirigés par Denis Bablet et Louis Marin, en 1992 il est nommé directeur de recherche.
Il fonde en 1988 la revue Ligeia, dossiers sur l’art dont le nom se réclame du mythe de la sirène grecque citée par Platon.
Membre de l’AICA (Association Internationale des Critiques d’art) et de la SGDL, il a été récompensé en 1989 par le "Prix Georges Jamati" pour le meilleur essai sur le théâtre, les arts et les sciences sociales publié en France ; en 2002 par le "Premio Filmcritica" pour le meilleur essai sur le cinéma et la photographie publié en Italie ; en 2002 également par le "Premio Giubbe Rosse" pour le meilleur essai de biographie littéraire publié en Italie ; en 2010 par la "Medaglia d’argento dell’Accademia Veneta" pour la lectio magistralis donnée à l’Académie des Beaux-Arts de Venise. En France, en avril 2011, le Ministre de la Culture Frédéric Mitterrand l’a nommé Chevalier dans l’ordre des Arts et des Lettres. En Italie, en juin 2011, le président Giorgio Napolitano l'a nommé Chevalier dans l'Ordre du Mérite de la République Italienne.

## Contributions critiques
Entre 1973 et 1988, il traduit les écrits de Filippo Tommaso Marinetti, Luigi Russolo, Umberto Boccioni, ainsi que les synthèses théâtrales, les textes théoriques et les manifestes futuristes, publiant plusieurs recueils et anthologies qui introduisent et font connaître l’avant-garde italienne en France. Il développe parallèlement une approche originale du « cubo-futurisme français » de Fernand Léger, Robert Delaunay, Marcel Duchamp, Jacques Villon, Francis Picabia, Raymond Duchamp-Villon et Jean Metzinger.
En 1976, il publie la première biographie de Filippo Tommaso Marinetti, débutant également l’analyse des idées politiques du fondateur du futurisme. Après avoir étudié l’évolution politique du mouvement futuriste, il approfondit et assume la distinction, formulée par les futuristes florentins, entre « futurisme et marinettisme ». Il critique les différents approches unitaires des idées politiques futuristes et publie en 1980 l’essai Art et politique : le futurisme de gauche en Italie (it), complétant ainsi sa reconstitution historiographique de l’idéologie futuriste.
En 1979, il répertorie les innovations postales des futuristes. Il constitue un nouvel objet historiographique : « l’art postal futuriste », revendiquant l’invention du Mail Art pour les avant-gardes des années 1920.
La même année, il commence ses recherches sur la photographie futuriste et sur les relations problématiques que les futuristes ont entretenu avec les nouveaux médias technologiques. Il y consacre plusieurs publications et une série d’expositions (Paris, Modène, Cologne, Tokyo, New York, Londres, Florence, 1981-2009), définissant en particulier la spécificité de l’élaboration esthétique futuriste dans les domaines de la photo-performance, du photocollage et du photomontage par sandwich de plusieurs négatifs.
En 1982, il organise à Paris l’exposition Futurisme : abstraction et modernité, qui explore l’apport futuriste à un art abstrait axé sur l’expérience sensible du réel.
En 1982, puis 1984, il publie en deux volumes le catalogue général de l’œuvre de Giacomo Balla, artiste futuriste dont il organise plus tard une grande rétrospective (Milan, 2008).
En 1983, dans le livre De Chirico et l’avant-garde, il réunit une riche documentation épistolaire inédite sur les relations entre artistes italiens et artistes français. Il étudie ainsi le rôle de Giorgio De Chirico dans l’évolution de la culture artistique d’avant-garde pendant la première guerre mondiale. Il consacre ensuite d’autres essais à De Chirico, publiant également une édition critique des écrits du peintre sur l’art métaphysique.
En 1984, il organise l’exposition Le Livre futuriste à l’Institut culturel italien de Paris qui permet de découvrir l’étendue des innovations futuristes dans les domaines du livre-objet, du livre typographique, du livre-théâtre, du livre-machine, des compositions graphiques, des planches de mots en liberté, du tableau-poème.
En 1985, il publie Le Futurisme, un livre de synthèse dans lequel il précise en particulier son refus de la formule du « second futurisme » utilisée en Italie pour définir la période qui a suivi la mort de Boccioni, et propose un nouveau classement historiographique par décennies des différentes recherches de mouvement futuriste : le « dynamisme plastique » des années 1910, l’« art mécanique » des années 1920, l’« aéro-esthétique » des années 1930. Il approfondit ensuite la poétique de l’art mécanique en publiant un essai sur Vinicio Paladini qui en fut l’initiateur. En 1989, avec l’essai La Scène futuriste, il explore l’osmose qui relie les arts plastiques et le théâtre dans tous les aspects des pratiques futuristes orientées vers la scène théâtrale. En 1994, il consacre un essai biographique à Loïe Fuller, dont il analyse la danse multimédia comme anticipation de l’esthétique futuriste du mouvement. Révélant l’étendue et l’originalité de cette pionnière de la danse moderne, il réalise également le film de montage Loïe Fuller et ses imitatrices. La même année, il publie un essai sur Medardo Rosso, dont il réunit parallèlement les écrits théoriques traitant de la sculpture impressionniste.
En 1997, dans le livre La Scène moderne, encyclopédie mondiale des arts du spectacle dans la seconde moitié du XXe siècle (1945-1995), il développe, au-delà du texte dramatique, l’étude des différents formes visuelles de la création scénique au sein de la civilisation contemporaine de l’image. Outre les catégories traditionnelles, telle l’opéra, ballet, la danse, la marionnette, le cirque, etc., il y répertorie les nouvelles expressions de la performance, du spectacle multimédia, du théâtre dansé et du théâtre d’artiste. En 2001, il aborde l’étude du cinéma futuriste dont il propose la découverte en organisant également trois grandes rétrospectives (Rovereto, Barcelone, Paris, 2001-2009).
La même année, il publie le livre Le Futurisme : création et avant-garde, considérant le futurisme comme la plus haute manifestation d’un kunstwollen identitaire qui traverse et nourrit l’art moderne italien depuis l’accomplissement de l’unité nationale du pays. En 2003, dans le livre Le Sperme noir (it), il s’interroge sur la connexion profonde entre éros et écriture. En 2005, il publie l’essai Dada libertin & libertaire, mettant en évidence, au-delà du caractère protéiforme du dadaïsme, le libertinage philosophique comme source idéologique de Dada. 
En 2009, il organise à Milan la rétrospective célébrant le Centenaire de la fondation du mouvement futuriste. Il y reprend sa structuration historiographique du futurisme dont il souligne le modèle activiste, la recherche in progress et la poétique d’une éphémérisation de l’art.
En 2011, il publie le livre La Stella d’Italia (l'étoile d’Italie), un essai fouillé sur les origines et l’histoire du mythe de la Stella Veneris comme symbole identitaire de la terre italienne depuis la Rome antique. Il y réunit également un très vaste dossier iconographique (œuvres d’art, monuments, illustrations, affiches, objets décoratifs, etc.) sur la représentation allégorique traditionnelle de l’Italie : une femme drapée, portant sur la tête une couronne murale surmontée d’une étoile.
Entre 2012 et 2013, il publie deux essais, l'un sur Enrico Prampolini, l'artiste qui a joué un rôle majeur dans l'aéropeinture futuriste, l'autre sur l'"Homme de Vitruve" de Léonard de Vinci et la réinterprétation de ce modèle exemplaire de la figure humaine par les artistes d'avant-garde: les futuristes, les cubo-futuristes, les expressionnistes, mais aussi les néo-classiques du « retour à l'ordre » des années 1930 ou les artistes contemporains, tels Pistoletto, Nam June Pake, Dieter Appelt, Ontani, Arnold Skip.
Il s’est par ailleurs attaché à étudier le proto-cubisme d’Antoine Bourdelle, l’art abstrait d’Auguste Herbin et d’Alberto Magnelli, les innovations théâtrales de Luigi Pirandello, Pierre Albert-Birot, Émile Malespine, ou encore les prolongements et les retournements dialectiques des idées formelles du futurisme chez les auteurs, les artistes et les mouvements des néo-avant-gardes de la seconde moitié du XXe siècle : Lucio Fontana, Alberto Burri, Frank Gehry, Eugène Ionesco, l’Arte Povera, la Poesia Visiva, le Processus Art, la performance et le Théâtre-Image.

## Principaux ouvrages
- Futurisme : manifestes, proclamations, documents, Éd. L'Âge d'homme, Lausanne, 1973
- Marinetti et le futurisme, Éd. L'Âge d'homme, Lausanne, 1977
- L’Art postal futuriste, Jean-Michel Place Éditeur, Paris, 1979  (ISBN 978-2858930258)
- Le Livre futuriste, Éd. Panini, Modène-Paris, 1984  (ISBN 88-7686-035-5)
- La Scène futuriste, Éd. du C.N.R.S., Paris, 1989  (ISBN 2-222-04191-0)
- De Chirico et l'avant-garde, Éd. L'Âge d'homme, Lausanne, 1990
- Medardo Rosso, destin d’un sculpteur (1858-1928), Éd. L’Échoppe, Paris, 1994  (ISBN 978-2840680437)
- Marinetti, l'anarchiste du Futurisme, Biographie, Éd. Séguier, Paris, 1995
- La Scène moderne - Encyclopédie mondiale des arts du spectacle dans la seconde moitié du XXe siècle, Actes Sud, Arles-Paris, 1997  (ISBN 2-908-39341-7)
- Le Futurisme : création et avant-garde, Éd. L’Amateur, Paris, 2001  (ISBN 978-2859173227)
- Dada libertin & libertaire, Éd. L’Insolite, Paris, 2005  (ISBN 978-2916054018)
- Arte Povera, Éd. Cinq Continents, Paris, 2006  (ISBN 88-7439-205-2)
- Loïe Fuller, danseuse de la Belle Epoque, Éd. Hermann, Paris, 2007  (ISBN 9782705666255)
- Journal des Futurismes, Éd. Hazan, Paris, 2008  (ISBN 978-2-7541-0208-7)
- Le Futurisme : Une avant-garde radicale, Gallimard, coll. « Découvertes Gallimard/Arts » (no 533), Paris, 2008,  (ISBN 9782070355556)
- Le Cinéma futuriste, Éd. du Centre Pompidou-Les Cahiers de Paris Expérimental, Paris, 2008  (ISBN 978-2912539373)
- Cinéma et photographie futuriste, Skira-Flammarion, Paris, 2008  (ISBN 978-2081218284)
- Giorgio De Chirico, suivi de L’Art métaphysique, Éd. Hazan, Paris, 2009  (ISBN 978-2-7541-0287-2)
- Luigi Russolo e la musica futurista, Mudima, Milan, 2009  (ISBN 978-8-8968-1700-1)
- Il Cinema futurista, Le Mani-Microart’s Edizioni, Gênes, 2010  (ISSN 1824-1417)
- La Stella d’Italia, Mudima, Milan, 2010  (ISBN 978-88-96817-06-3)
- Da Leonardo a Boccioni : l’Uomo vitruviano e l’arte moderna, Mudima, Milano, 2012  (ISBN 978-88-86072-62-5)
- Lo Sperma nero, ovvero ‘sono dunque scrivo’, Nerosubianco, Cuneo, 2013  (ISBN 9788898007332)
- Enrico Prampolini, futurista europeo, Carocci, Roma, 2013  (ISBN 978-88-430-6948-4)
- Le Futurisme. Textes et manifestes (1909-1944), Seyssel, Champ Vallon, 2015  (ISBN 979-10-267-0010-4)
- Futurismo e fotografia, Edizioni Carla Sozzani, Milan, 2015  (ISBN 978 88 79 42 856-9)
- Qu’est-ce que le futurisme ? / Dictionnaire des futuristes, Gallimard, Paris, 2015  (ISBN 9782070450800)
- Pinocchio nell’arte, Mudima, Milan, 2017  (ISBN 9788899925147)
- La Sculpture moderne, du primitivisme aux avant-gardes, Editions Ligeia, Paris, 2018  (ISBN 978-2-9542822-3-7)
- Giorgio De Chirico et l’invention du mannequin abstrait, Éditions L’Échoppe, Paris, 2020  (ISBN 978-2-84068-313-1)

## Préfaces
- Luigi RUSSOLO, L'Art des Bruits, Éd. L'Âge d'Homme, Lausanne, 1975
- Umberto BOCCIONI, Dynamisme Plastique, Éd. L'Âge d'Homme, Lausanne, 1975

## Entretiens
- (fr) L’époque n’est plus au théâtre mais à la scène entretien, dans Libération, 21 mai 1997, Paris
- (it) Era tutto di destra ? No, c’era anche la Futursinistra entretien, dans Il Giornale dell’Arte, avril 2009, Turin
- (it) Alle origini dello stellone entretien, dans Il Giornale dell’Arte, février 2011, Turin